# 大山貓裝甲車
大山貓裝甲車（英語：Rooikat，南非語：Caracal），中文亦有譯為獰貓裝甲車或山貓裝甲車，是南非陸軍的輪型裝甲車系列，大山貓裝甲車主武器使用奥托梅莱拉的76公厘口徑戰車炮，使得大山貓裝甲車具備可執行反戰車戰鬥和火力支援能力，這款戰車炮衍生自76公厘艦炮，因此也有著類似的性能和共通彈藥，但使用的新的發射藥。

## 发展历程

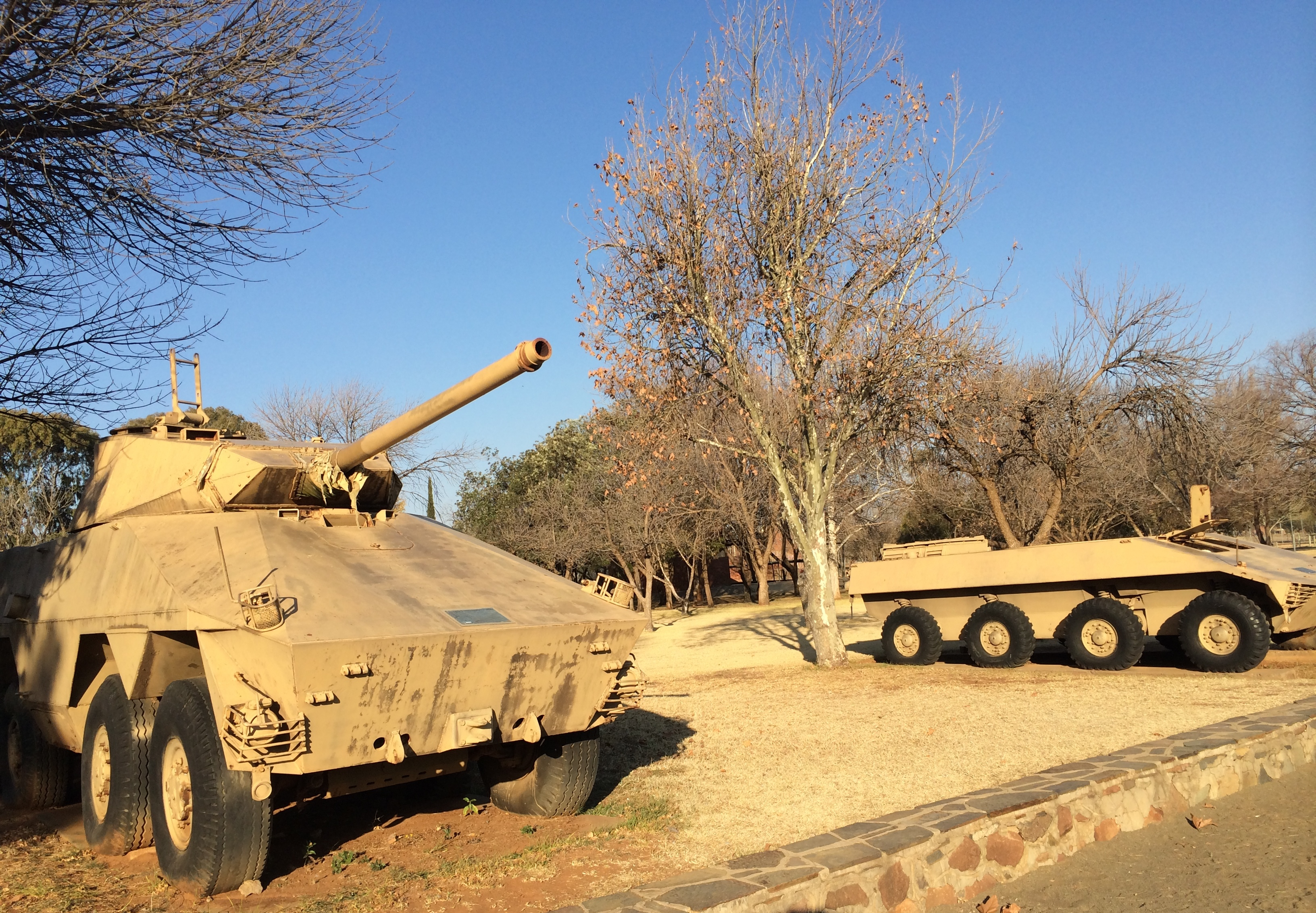
新一代装甲车项目的试验台：左边的概念1是用来自蜜獾和底盘部件建造的，右边的概念2则是用的羚羊Mk7。

## 設計

### 指標
- 可以通過一公尺高的土丘。
- 可以60 km/h的時速跨越2公尺寬1公尺深的壕溝。
- 可通過1.5 m深的水域。
- 可以通過約70度的斜坡。
- 可以通過30度的斜坡。

## 型號
| 衍生型         | 描述             | 備註               | 圖片                       |
| -------------- | ---------------- | ------------------ | -------------------------- |
| 山猫 76        | 原型             | Denel GT4 76mm主炮 |                            |
| 山猫105        | 升级版           | 只有原型车         | Rooikat Armoured Car 105mm |
| 山猫ZA 35      | 裝備35高炮       | 只有原型           | Rooikat ZA 35              |
| 山猫SAM        | 裝備地對空飛彈   | 只有原型           | Rooikat SAM                |
| 山猫坦克殲擊車 | 裝備有反戰車飛彈 | 只有原型           | Rooikat antitank           |

### 山猫105
1990年，魯梅什（Reumech）OMC啟動了升級和重新設計的計劃，以期尋求國外買主。1994年，配備105公厘口徑腺膛砲的山貓105原型車開發完成。
山貓105是專為實現高機動性的夜間作戰而設計。 配備有用於夜間駕駛、導航和武器部署的無源圖像增強器和熱成像設備，具備全天候作戰能力，且105山貓配備一門GT7 105mm51倍徑反戰車炮，配有隔熱護套管，射速約6發／分鐘，並通用北約所有的105公厘彈藥，包括第一代、第二代和第三代砲彈，次要武器為2挺7.62毫米機槍，1挺主武器同軸配置，1挺在車長位置，亦配備電控81毫米煙霧榴彈發射器，安裝在砲塔兩側前向，該系統可以使用引擎煙霧發生裝置維持。 數位火控系統從一套傳感器中獲取數據，並提供自動火控的解決方案。 自動數據輸入包括雷射測距儀（雷射測距目標到發射之間的時間大約為兩秒）的目標距離、跟踪目標得出的目標速度和方向、側風速度、武器傾斜度和武器特性。 需要手動數據輸入只有彈藥類型和環境數據。 這樣的火控系統使山貓獲得了在崎嶇路面行進且與敵方交戰的能力。 其中最複雜的系統包括了砲手瞄準具的穩定、彈道偏移的自動計算和調整、同軸機槍控制、主武器的穩定器、具有從屬於主武器的晝/夜通道的砲手瞄準具和獨立的全景車長瞄準具。

### 山猫ZA-35自行高射炮
山猫ZA-35自行高射炮是阿姆斯科（ARMSCOR）於20世紀90年代開發的一款自行防空系統，ZA-35自行高射炮（SPAAG）配备有两门利特尔顿工程公司（Lyttleton Engineering）开发的丹尼爾35公釐高平兩用砲（Denel 35mm Dual Purpose Gun，简称：35DPG）。丹尼爾35公釐高平兩用砲的平均射速为每分钟1100发，对空中目标主要发射破片杀伤榴弹（HE-FRAG），对轻型装甲车发射穿甲燃烧弹（AP-I）。ZA-35自行高射炮还配备了EDR 110對空搜索雷达，可同时追蹤多达上百个空中目标。当车辆静止时，天线可以升高到大约5公尺的高度以雷达提高能见度。ZA-35自行高射炮可以向附近没有雷达的其他SPAAG和防空武器系统提供目标数据。ZA-35自行高射炮还配备了计算机化的火控系统、完全稳定的炮手观察具和激光测距仪。

### 山猫SAM
山貓地對空飛彈（SAM），原型車裝備了一款與ZA-35自走高射砲一樣的炮塔，但將丹尼爾35公釐高平兩用砲改為Umkhonto防空飛彈，負責與SPAAG一起執行防空作戰任務:398。

### 山猫35/ZT-3
山猫35/ZT-3為一款驅逐戰車，原型車使用一款較矮小的新型炮塔，用於裝備ZT-3反戰車飛彈。:399

### 山猫电传动型
一辆变成了电驱动技术（CVED）的山猫在2006年9月，于开普敦举行的非洲航空防御设备展(AAD 2006)中展出，CVED 项目涉及的公司有洛克希德·马丁（LMT/美国），塔克西拉重工业公司（HIT/巴基斯坦），IAD，Nezrotek，哈金森橡胶厂（Hotchinson/法国），弗朗茨·凯斯勒（Kessler Magnet Motor/德国），腓德烈斯哈芬有限公司（MTU/德国）。VEG杂志在2006年报道称，CVED配备了MTU公司的6缸199 TE20型柴油机驱动，该发动机的额定功率为450千瓦、额定转速为2400转/分，并与一永磁内转电机耦合。磁电机公司的M67/0型轮式驱动电机为水冷式，最大转矩为2250牛·米，效率为94.1%。电动车轮装置综合了电动刹车盘和机械刹车盘。

## 使用國
- 南非
  - 南非陸軍（英语：South African Army）：240輛[9][10]。

### 同時代輪型装甲車
- 半人馬裝甲車 義大利
- M1128機動炮車 美国
- 雲豹裝甲車 中華民國
- 16式機動戰鬥車 日本
- Vextra 105（英语：Vextra 105）